# Zinsbach (Zwickauer Mulde)
Der Zinsbach ist ein gut fünf Kilometer langer Bach im Vogtland, der im Wald zwischen Vogelsgrün und Schönheide entspringt.

## Verlauf
Die Quelle liegt in einer Höhe von 726 m nahe einer Wasserscheide östlich der Gemeinde Vogelsgrün (Vogtlandkreis). Von dort fließt der Zinsbach in südwestlicher Richtung mit Zufluss aus einigen kleinen Bächen westlich an Albertsberg vorbei. Dort wird er gut 1,5 km nach der Quelle zum Kleinen und Großen Hirschteich (ca. 670 m über dem Meeresspiegel, Fläche ca. 1,9 ha) aufgestaut.

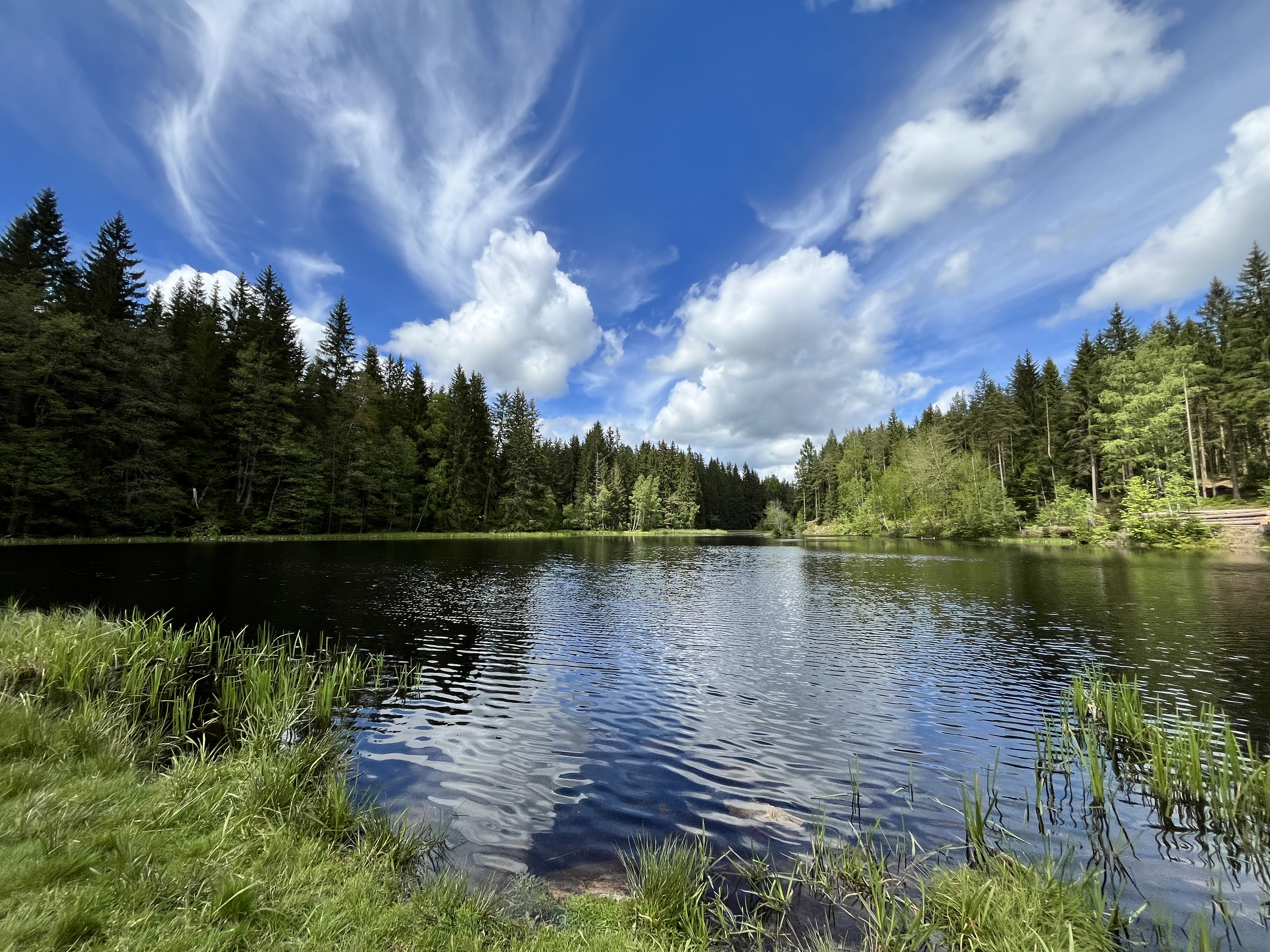
Großer Hirschteich

Danach wendet er sich in südöstliche Richtung und fließt durch das Zinsbachtal, wo er das Wasser mehrerer kleiner Bachläufe aufnimmt. Er wird zunächst vom Zinsbachweg begleitet und später streckenweise von der Rautenkranzer Straße. Dadurch ist der Weg bequem zu Fuß oder mit dem Fahrrad zurückzulegen. Schließlich erreicht er das nördliche Ende der Gemeinde Rautenkranz, wo er sich nach Unterquerung der Schönheider Straße in die Zwickauer Mulde ergießt.